# America’s Army
Az America’s Army (vagy más néven AA vagy Army Game Project) egy taktikai többjátékos jellegű belső nézetű lövöldözős játék, amelynek fejlesztője és tulajdonosa az Amerikai Egyesült Államok kormánya. A játékot globális PR (public relations) kezdeményezésként bocsátották ki 2002-ben, hogy segítse az USA hadseregének toborzó tevékenységét.
Az 1.0-s PC változat, kódnevén Recon, 2002 július 4-én került forgalomba. Azóta több mint 26 frissített verziót bocsátottak ki.
A legfrissebb az AA Proven Grounds (v4.0 Open Beta, 2013.-09-17-i állapot). A fejlesztést az USA kormánya finanszírozza és terjeszti ingyenesen. Az eredeti fejlesztő az USA Tengerészeti Főiskoláján található MOVES Institute és az elejétől kezdve az Unreal motorját használja. (Az AA3-tól kezdve már Unreal Engine 3.0-a, AA4-től UE4 került felhasználásra). A cheatek elleni védelemről a PunkBuster gondoskodik.
A játékban végigjárhatunk egy katonai kiképzést, valamint szimulált küldetésekben vehetünk részt. A program hálózatban és interneten is játszható regisztráció után.